# Кармен Базиліо
Кармен Базиліо (англ. Carmen Basilio; 2 квітня 1927, Канастота — пом. 7 листопада 2012, Рочестер) — американський професійний боксер. Чемпіон світу Національної боксерської асоціації в напівсередній (1955—1956, 1956—1957) та середній (1957—1958) вагових категоріях. 1957 року був визнаний журналом «Ринг» «Боксером року». Крім того, бої Базиліо п'ять років поспіль (1955—1959) визнавалися «Боями року», більше ніж за участю будь-якого іншого боксера крім Мухаммеда Алі.
2002 року журнал «Ринг» визнав Базиліо одним з 40 найкращих боксерів за останні 80 років.
Від дня заснування (1990) був прийнятий до Міжнародної зали боксерської слави.

## Професіональна кар'єра
Базиліо розпочав свою кар'єру 1948 року. Свої перші 24 поєдинки проводив виключно в штаті Нью-Йорк, показавши результат 19-3-2. У середині цього періоду з 24 боїв 1950 року Базиліо зустрівся з колишнім чемпіоном світу Лью Дженкінсом, вигравши рішенням суддів у 10 раундах.
Наступні поєдинки Базиліо вирішив проводити за межами штату Нью-Йорк, тому 1950 року він вирушив до Нового Орлеану, де провів п'ять боїв з результатом 3-1-1.
Повернувшись додому протягом наступних семи поєдинків Базиліо показав лише 3-4, зазнавши усіх поразок за очками. 1952 року Базиліо показав 6-2-1. Того року він програв Чаку Дейві та Біллі Грему. У 1953 році Базиліо почав вигравати великі бої і піднявся в рейтингу напівсередньої ваги. 18 вересня 1953 року він провів свій перший бій за титул чемпіона світу NBA в напівсередній вазі проти кубинця Кіда Гавілана, програвши 15-раундовий бій розділеним рішенням. Перед поєдинком проти Гавілана він переміг колишнього чемпіона світу в легкій вазі Айка Вільямса і провів ще два бої з Гремом, помстившись за попередню поразку в другому бою і зігравши внічию в третьому.
1954 року Базиліо провів вісім поєдинків, не зазнавши жодної поразки. 10 червня 1955 року він отримав свою другу спробу здобути титул чемпіона світу проти чемпіона NBA в напівсередній вазі Тоні ДеМарко. Базиліо став чемпіоном світу, нокаутувавши ДеМарко в 12-ому раунді. Після виграшу титулу Базиліо провів два нетитульні бої, а 30 листопада 1955 року він і ДеМарко знову зустрілися, і їхній другий бій мав точно такий же результат, як і перший: Базиліо переміг нокаутом у 12-ому раунді. Бій Кармена Базиліо проти Тоні ДеМарко був визнаний журналом «Ринг» Боєм 1955 року.
14 березня 1956 року Базиліо втратив титул, поступившись Джонні Сакстону після 15 раундів одностайним рішенням суддів. В реванші 12 вересня 1956 року Базиліо повернув собі корону нокаутом у дев’ятому раунді, а в третьому поєдинку з Сакстоном 22 лютого 1957 року нокаутував суперника в другому раунді. Другий бій Кармена Базиліо проти Джонні Сакстона був визнаний журналом «Ринг» Боєм 1956 року.
23 вересня 1957 року Базиліо вийшов на бій проти чотириразового чемпіона світу у середній вазі Шугара Рей Робінсона. Він переміг Робінсона в 15-раундовому бою розділеним рішенням суддів. Цей поєдинок був визнаний журналом «Ринг» Боєм 1957 року. Ставши чемпіоном у середній вазі, наступного дня Базиліо відмовився від поясу в напівсередній вазі, згідно з тодішніми правилами боксу. У 1957 році Базиліо отримав нагороду «Пояс Хікока» як найкращий професійний спортсмен року США.
25 березня 1958 року він і Робінсон зустрілися в матчі-реванші, і Робінсон повернув собі титул, здолавши суперника розділеним рішення суддів. Бій був визнаний журналом «Ринг» Боєм 1958 року.
Здобувши після поразки від Робінсона дві перемоги, Базиліо провів два бої підряд з Джином Фуллмером за титул чемпіона світу за версією NBA. 28 серпня 1959 року Фуллмер переміг Базиліо технічним нокаутом в чотирнадцятому раунді. Цей драматичний поєдинок був визнаний журналом «Ринг» Боєм 1959 року. 29 січня 1960 року Фуллмер переміг Базиліо технічним нокаутом у дванадцятому раунді.
Останній бій своєї кар'єри Базиліо програв 22 квітня 1961 року чемпіону NYSAC Полу Пендеру.